# Перелом (фильм, 2007)
«Перело́м» (англ. «Fracture» — «тре́щина», «изло́м», «разры́в») — американо-германский полнометражный драматический художественный фильм в жанре детективного триллера американского режиссёра Грегори Хоблита, вышедший в 2007 году.
В главных ролях — Энтони Хопкинс и Райан Гослинг.
Фильм рассказывает историю молодого и талантливого юриста Уилли Бичума, помощника окружного прокурора, который невольно оказывается втянутым в хитроумную игру в «кошки-мышки» с человеком, который пытался убить свою жену, но избежал тюремного заключения.
Слоган фильма: «Если присмотреться, у каждого есть уязвимое место» (англ. «If you look close enough, you’ll find everyone has a weak spot»).
Премьера картины состоялась 20 апреля 2007 года. Во всероссийский прокат лента вышла 5 июля 2007 года.

## Сюжет
Состоятельный американский бизнесмен Теодор Кроуфорд (Энтони Хопкинс) совершает в собственном доме жестокое и хладнокровное преступление: стреляет своей жене Дженнифер (Эмбет Дэвидц) в голову из пистолета. Затем делает ещё несколько выстрелов в воздух и дожидается приезда полиции. Прибыв на место преступления полицейские направляют в дом в качестве переговорщика детектива Роберта (Роба) Нунэлли (Билли Берк), которому с угрозой для жизни удаётся задержать и допросить подозреваемого. Полиция изымает у Теда пистолет и получает его письменное признание в содеянном преступлении, мотивом которого, по его словам, стал факт измены жены с другим мужчиной. После покушения женщина выживает, но впадает в кому.
В виновности Кроуфорда никто не сомневается, дело передают в суд и все считают, что исход суда очевиден. Обвинителем в суде по делу о покушении на убийство назначается молодой и амбициозный помощник окружного прокурора Уилли Бичум (Райан Гослинг), намеревающийся в ближайшем будущем перейти из офиса окружного прокурора в престижную юридическую фирму.
В суде мистер Кроуфорд сразу же отказывается от поддержки адвоката и дополнительных привилегий, ведёт себя очень спокойно и уверенно. Результаты экспертизы оружия, изъятого у подозреваемого во время задержания, показывают, что из его пистолета вообще ни разу не стреляли. На его одежде не найдены следы крови жертвы, на его руках отсутствуют следы пороха.
Бичум убеждён в том, что пистолет спрятан в доме и настаивает на повторном обыске. Однако, новый обыск в доме Кроуфорда ничего не даёт. Уилли часто посещает Дженнифер Кроуфорд в клинике в надежде на то, что она придёт в себя и назовёт имя преступника, стрелявшего в неё, читает ей книги.
В деле обнаруживается невыгодный для стороны обвинения факт, который приводит к скандалу. Выясняется, что лейтенант полиции Роберт Нунэлли, допрашивавший подозреваемого, является тем самым любовником потерпевшей, из-за которого и произошло настоящее преступление. В ходе следствия он скрыл от Бичума эту важную деталь, посчитав, что Кроуфорду не было известно о его любовной связи. На основании этого неожиданно вскрывшегося обстоятельства суд аннулирует все обвинительные признания подозреваемого, так как они могли быть получены под давлением. Таким образом, у стороны обвинения не остаётся никаких прямых улик, подтверждающих вину подозреваемого, и Теодору выносят оправдательный приговор. Лейтенант Нунэлли от отчаяния совершает самоубийство.
Кроуфорд возвращается домой и как ни в чём не бывало посещает в клинике свою пребывающую в коме жену. Кроме того, он заявляет Бичуму, что теперь сам решит, будет его жена жить дальше или нет, и добивается вынесения в отношении Уилли запретительного судебного приказа, предписывающего не приближаться к больничной палате. Чтобы Дженнифер точно не пришла в себя и не рассказала о случившемся, Кроуфорд добивается отключения ее от аппарата жизнеобеспечения. 
Перед отъездом Бичум приходит домой к Кроуфорду и говорит, что раскрыл его трюк. Оказывается, пока его жена была в отеле со своим любовником, Нунэлли, Кроуфорд проник в номер и подменил его пистолет на свой. В свою жену он стрелял из пистолета Нунэлли, а когда тот прибыл для задержания, Кроуфорд снова незаметно подменил пистолеты, восстановив их прежнюю принадлежность. Кроуфорд признается в содеянном и сообщает, что Бичум полностью прав, уточнив при этом, что он все равно выйдет сухим из воды, поскольку по закону его нельзя привлечь по одному и тому же делу дважды.
Но здесь начинает ликовать Бичум. Потому что дело рассматривалось как покушение на убийство, так как Дженнифер была жива. Теперь же, когда Дженнифер мертва, открыто новое дело, на этот раз по обвинению в убийстве. А это значит — новые улики и новая судебная процедура. Разозлённый Кроуфорд требует от Бичума убираться из его дома, но, открыв дверь, обнаруживает, что для его задержания уже приехала полиция.
Фильм заканчивается новым судебным заседанием, где Кроуфорда уже защищают адвокаты.

## В ролях
| Актёр           | Роль                                                      |
| --------------- | --------------------------------------------------------- |
| Энтони Хопкинс  | Теодор (Тед) Кроуфорд (Teodor (Ted) Crawford)             |
| Райан Гослинг   | Уилли Бичум (Willy Beachum), помощник окружного прокурора |
| Эмбет Дэвидц    | Дженнифер Кроуфорд, жена Теодора Кроуфорда                |
| Розамунд Пайк   | Никки Гарднер, адвокат                                    |
| Билли Берк      | Роберт (Роб) Нунэлли, лейтенант полиции, детектив         |
| Дэвид Стрэтэйрн | Джо Лобруто, окружной прокурор                            |
| Зои Казан       | Мона                                                      |
| Клифф Кёртис    | Флорес, детектив                                          |
| Фиона Шоу       | Робинсон, судья                                           |
| Джо Спано       | Джозеф Пинкус, судья                                      |
| Боб Гантон      | Гарднер, судья                                            |
| Ларри Салливан  | Ли Гарднер                                                |
| Алла Корот      | русский переводчик                                        |

## Награды
- 2008 — приз Общества композиторов, авторов и музыкальных издателей Канады (SOCAN) в Торонто в категории «Отечественная киномузыка» («Domestic Film Music») канадским композиторам Джеффу Данна и Майклу Данна за музыку к фильму «Перелом»[4].